# Colonia Julio Chávez López
Colonia Julio Chávez López är en ort i Mexiko, tillhörande Ixtapaluca kommun i delstaten Mexiko. Colonia Julio Chávez López ligger i den centrala delen av landet och tillhör Mexico Citys storstadsområde. Orten hade 398 invånare vid folkmätningen 2010.